# Liste der Monuments historiques in Pontpierre
Die Liste der Monuments historiques in Pontpierre führt die Monuments historiques in der französischen Gemeinde Pontpierre auf.

## Liste der Objekte
| Bezeichnung                | Beschreibung                           | Standort                        | Kennzeichnung | Schutzstatus | Datum | Bild |
| -------------------------- | -------------------------------------- | ------------------------------- | ------------- | ------------ | ----- | ---- |
| Orgel                      | Ensemble aus PM57001111 und PM57001112 | in der Kirche St-Calixte (Lage) | PM57001110    | Classé       | 2013  |      |
| Orgelprospekt              | 1889 von Dalstein-Hærpfer gebaut       | in der Kirche St-Calixte (Lage) | PM57001112    | Classé       | 2013  |      |
| Instrumentalteil der Orgel | 1889 von Dalstein-Hærpfer gebaut       | in der Kirche St-Calixte (Lage) | PM57001111    | Classé       | 2013  |      |